# Constantin Hering

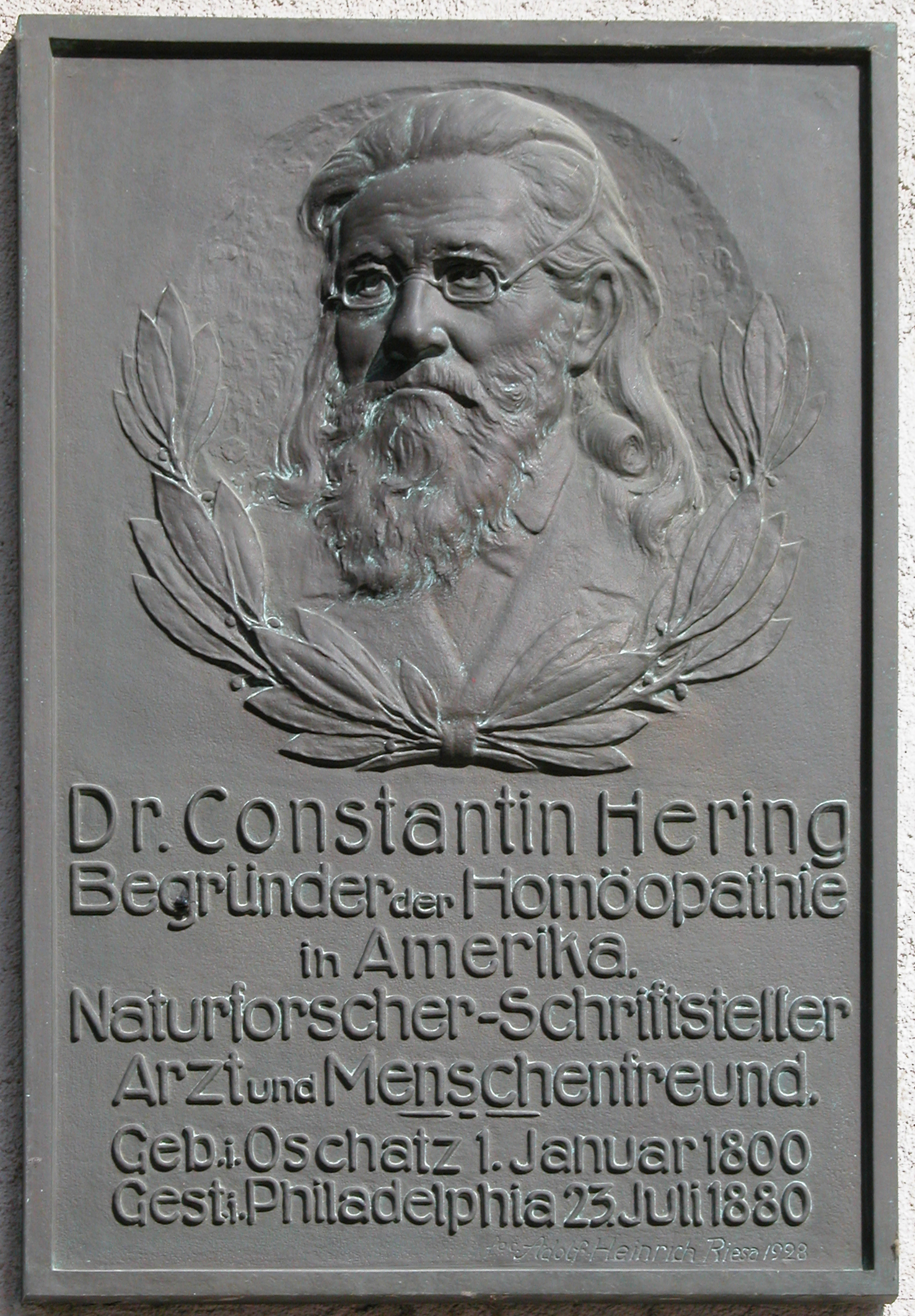
Dr. Constantin Hering. Gedenktafel in Oschatz.

Constantin Hering (* 1. Januar 1800 in Oschatz, Kurfürstentum Sachsen; † 23. Juli 1880 in Philadelphia, USA) war ein deutsch-US-amerikanischer Arzt. Er war eines von dreizehn Kindern seiner Eltern Carl Gottlieb Hering und Christiane Friderike und gilt als Begründer der Homöopathie in Amerika.

## Werdegang
Sein Medizinstudium begann er in Leipzig, 1826 promovierte er in Würzburg mit der Arbeit De Medicina futura (Die Medizin der Zukunft).
Hering erhielt als Student den Auftrag, eine Abhandlung über den „Irrweg“ der Homöopathie zu verfassen. Nachdem er sich zwei Jahre lang mit der Materie auseinandergesetzt hatte, wurde er schließlich zum enthusiastischen Verfechter der Heilmethode.
Nach dem Studium begann er zu reisen, schloss sich einer Expedition nach Südamerika an und hielt sich von 1827 bis 1833 in Suriname auf. Dort war er Leibarzt des Gouverneurs, betreute ein Hospital und eine Leprakolonie und führte Arzneimittelprüfungen durch, am bekanntesten darunter die Prüfung des Giftes der Schlangenspezies Südamerikanischer Buschmeister (Lachesis muta, benannt nach der antiken Göttin Lachesis) (veröffentlicht in Stapf´s Archiv).
Nach einem kurzen Aufenthalt in der Heimat reiste er 1833 in die USA nach Philadelphia und blieb mit Unterbrechungen dort.
Er war beteiligt an der Gründung des American Institute of Homoeopathy (1844), des Homoeopathic Medical College of Pennsylvania (1848) und des Hahnemann Medical College of Philadelphia (1867).
Hering wird die Einführung der Schlangengifte und des Begriffs der „Nosode“ in die homöopathische Materia medica zugeschrieben. Außerdem ist er für viele weitere Neuerungen im Bereich der Homöopathie verantwortlich, wie z. B. die Beobachtung von Krankheits- bzw. Heilungsverläufen (Heringsche Regel oder Heringsches Gesetz genannt), die Einglasmethode, Potenzieren mit Wasser, das Verdünnungsverhältnis von 1:10, Prüfung neuer chemischer Verbindungen (z. B. Nitroglyzerin, in der Homöopathie Glonoinum genannt). 1845 beschrieb er zum ersten Mal die Testung von Acidum fluoricum (Flusssäure) in homöopathischer Verdünnung.
Constantin Hering war der Vater von Rudolph Hering, dem Begründer der modernen Umwelttechnik.
Drei seiner bekannteren Geschwister waren Carl Eduard Hering, Ewald Hering (Pseud. Ewald) und Julius Robert Hering.

## Heringsche Regel
Die Heringsche Regel ist ein Beurteilungskriterium für den Behandlungsverlauf, nach dem sich bei homöopathischer Behandlung die Symptome einer chronischen Krankheit von „oben nach unten“ und von „innen nach außen“, d. h. von „lebenswichtigeren zu den weniger lebenswichtigen Organen“, bessern sollen.
Die Heringsche Regel wird neben dem Ähnlichkeitsgesetz zu den wichtigsten homöopathischen Theorien gezählt. Von manchen Homöopathen wie z. B. Georgos Vithoulkas oder James Tyler Kent wird es auch als „Heringsches Gesetz“ bezeichnet.

## Veröffentlichungen
- The Homoeopathist or Domestic Physician. Allentown 1835.
- Wirkungen des Schlangengiftes / zum ärztlichen Gebrauche vergleichend zusammengestellt durch Constantin Hering. Blumer, Allentaun (Pa.) 1837 Digitalisierte Ausgabe der Universitäts- und Landesbibliothek Düsseldorf.
- Materia Medica with a pathological Index. New York 1873.
- Analytical Therapeutics. New York 1875.
- Condensed Materia Medica. New York 1877.
- The Guiding Symptoms of Our Materia Medica. 1879–1891. (dt.: Leitsymptome unserer Materia Medica. 10 Bde., Aachen 1992–1998, ISBN 978-3-926428-12-7)
- Homöopathischer Hausarzt. 1828. (Nachdruck: 1998, ISBN 3-933581-09-5)
- Constantin Hering's Homöopathischer Hausarzt : nach den besten homöopathischen Werken und eignen Erfahrungen bearbeitet mit einer Anweisung zur Lebensordnung und zum Berichterstatten und einem Arzneinachweiser. 17., durchgesehene und bereicherte Auflage. Frommann, Stuttgart 1893 (Digitalisierte Ausgabe der Universitäts- und Landesbibliothek Düsseldorf).